# The Guardian Legend
The Guardian Legend (яп. ガーディック外伝 Га:дикку гайдэн, Guardic Gaiden) — видеоигра, совмещающая жанры action-adventure и вертикального скролл-шутера, разработанная компанией Compile эксклюзивно для игровой консоли Nintendo Entertainment System. Была издана компаниями Irem в Японии в 1988 году, Brøderbund в США в 1989 году и Nintendo в Европе в 1990 году. Игра является продолжением игры Guardic, выпущенной в 1986 году для домашних компьютеров стандарта MSX.
В России игра встречалась также под названием "Chi Day story".
Игра получила смешанные отзывы в таких журналах о видеоиграх, как «Electronic Gaming Monthly» и «Nintendo Power». Ими были отмечены хорошая графика, запоминающийся звук и удобное управление, но также был подвергнут критике однообразный игровой процесс и неудобная система паролей. Хотя игра не получила особого успеха на момент выхода, впоследствии она стала считаться классическим примером многожанровой игры, установившей стандарт для последующих игр, таких как Xexyz, ActRaiser и Sigma Star Saga.

## Сюжет
Главной героиней игры является Хранитель, девушка-киборг, умеющая трансформироваться в космический корабль. Она должна проникнуть на Наджу, огромный космический объект, похожий на планету, который пришельцы послали на Землю После этого она должна активировать десять защитных устройств, связанных с механизмом самоуничтожения Наджу, чтобы запустить его прежде, чем Наджу достигнет Земли. Однако на Наджу обитают пять групп пришельцев, враждующих между собой и желающих получить контроль над территориями Наджу, и Хранителю придётся сражаться с ними, чтобы добраться до защитных устройств и покинуть Наджу. Сюжет игры излагается посредством серии сообщений, оставленных одним или несколькими неизвестными предшественниками, которые безуспешно пытались выполнить миссию по уничтожению Наджу. Первое сообщение, оставленное единственным выжившим в атаке на Наджу, служит введением в игру, последующие сообщения дают игроку подсказки, связанные с закрытыми коридорами.

## Игровой процесс
Игровой процесс состоит из двух частей, выполненных в разных жанрах. В процессе путешествия по поверхности Наджу игрок управляет героиней, находящейся в человекоподобной форме (режим Лабиринта). При путешествии вглубь Наджу через Коридоры героиня трансформируется в космический корабль (режим Подземелья). В режиме Лабиринта игрок наблюдает за героиней сверху, а перемещение по локациям происходит поэкранно, аналогично игре Legend of Zelda. Режим Подземелья выполнен в виде классического вертикального скролл-шутера, в нём героиня в форме корабля летит по коридорам. В любом режиме героиня имеет шкалу здоровья, уменьшающуюся при атаках противника и восполняемую взятием специальных призов. Если уровень здоровья достигает нуля, Хранитель взрывается и игра заканчивается. Игрок может использовать два типа оружия — основное скорострельное оружие с неограниченным боезапасом и разные дополнительные виды оружия, потребляющие «чипы энергии» при использовании. Чипы энергии также используются как средство оплаты для приобретения полезных предметов в магазинах, находящихся в разных местах Наджу. Эти предметы также могут быть найдены в Лабиринте или получены при победе над боссами. Они включают улучшения для основного оружия, дополнительные виды оружия. Также в магазинах присутствуют круглые существа яркой расцветки, называемые «Ландерами» (Landers) и являющиеся персонажами разных игр Compile. Синие и красные Ландеры увеличивают максимальную длину шкалы здоровья и максимальное количество чипов энергии, которое может нести игрок, соответственно
Синие Ландеры в The Guardian Legend также исполняют несколько ролей. Некоторые из них дают игроку подсказки, другие - обновления оружия в обмен на чипы энергии. Третьи дают пароль, позволяющий игроку продолжить игру с сохранением достигнутого прогресса при повторном запуске игры после выключения питания. Каждый пароль имеет длину 32 символа и включает заглавные и прописные буквы английского алфавита и цифры. Большая длина паролей существенно усложняла их использование, что было отмечено во многих рецензиях на игру.

### Режим Лабиринта
В режиме Лабиринта игрок управлет героиней, находящейся в человекоподобной форме, исследуя поверхность Наджу, наблюдая за ней сверху. Он должен обыскать Лабиринт, чтобы найти и попасть в Коридоры, ведущие к десяти защитным устройствам Наджу. Лабиринт состоит из локаций, каждая из которых занимает один экран и имеет координаты X и Y. В режиме паузы доступна карта посещённых локаций и координаты текущей локации. Игрок может свободно перемещаться между большинством локаций, но некоторые из них разделены специальными порталами, называемыми «панелями перемещения». На панели нанесены разные символы, игрок может воспользоваться панелью только при наличии у него ключа с соответствующим символом. Некоторые панели ведут в комнаты, содержащие разные подсказки и элементы сюжета, другие ведут в магазины, комнаты сохранения игры и Коридоры. Ключи позволяют игроку попасть в ранее недоступные части лабиринта, каждая из которых может исследоваться с некоторой нелинейностью.

### Режим Подземелья
Режим Подземелья представляет собой классический вертикальный скролл-шутер. Игрок управляет героиней, находящейся в форме космического корабля, летящей по Коридорам вглубь Наджу. Коридоры представляют собой отдельные уровни в режиме Подземелья и являются защитными устройствами Наджу. Задачей игрока в режиме Подземелья является прохождение Коридора и победа над находящимся в конце Коридора боссом. После этого коридор уничтожается и игрок возвращается в Лабиринт, в котором получает награду в виде приза или ключа для панелей перемещения. Входы в Коридоры находятся на специальных локациях Лабиринта и имеют двери. Двери в первые Коридоры игры открываются сразу при входе на локацию. Для открытия дверей в последующие Коридоры игрок должен выполнить определённые действия. Некоторые комнаты Лабиринта содержат связанные с дверьми подсказки.

## Разработка
Директором при разработке игры был Масамицу «Moo» Ниитани, создатель игр Zanac и серии Puyo Puyo. Команда разработчиков включала многих людей, участвовавших в разработке игр Guardic и Zanac. Иллюстрация на упаковке японской версии игры была выполнена иллюстратором Наоюки Като, работающим в жанре научной фантастики. На ней Хранитель изображён в виде девушки-киборга.
Перед выпуском американской версии игры она была представлена на выставке Winter Consumer Electronics Show 1989 года, проходившей в Лас-Вегасе. Вместе с игровым контроллером U-Force она была одним из главных экспонатов, представленных на стенде компании Brøderbund.

## Отзывы
| Иноязычные издания | Иноязычные издания |
| Издание            | Оценка             |
| ------------------ | ------------------ |
| EGM                | 6/5/6/7            |
| Famitsu            | 30/40              |
| Game Informer      | 7,75/10            |

Игра получила положительные и отрицательные оценки за новый для того времени многожанровый формат. Вскоре после выхода игры в 1989 году один обозреватель журнала «Electronic Gaming Monthly» назвал игру «в лучшем случае средним» клоном Blaster Master, а другой объяснил, что «однообразный» игровой процесс в режиме Лабиринта делает игру неинтересной. Однако, третий обозреватель посчитал, что режим Лабиринта «поднимает игру на намного более высокий уровень» по сравнению с другими шутерами, и похвалил игру за успешное совмещение двух разных жанров. Лукас Томас (Lucas Thomas) из «The Evansville [Indiana] Courier & Press» сравнил игру с Sigma Star Saga для Game Boy Advance, подчеркнув успешно выполненное в них совмещение жанров скролл-шутера и приключения. В марте 2008 года редакторы «Game Informer» сослались на игру как на «абсолютно изменяющую жанр» и сравнили её с комбинацией игр The Legend of Zelda, Metroid и 1942. Хотя они положительно оценили игру за её «возбуждающие и вызывающие» уровни в режиме Подземелья, они также высказали критику по поводу сложности карты Лабиринта и «жестокой» системы паролей. Майк Энглер (Mike Engler), дизайнер игры Retro Game Challenge, в интервью для сайта Gamasutra назвал игру «одной из лучших когда-либо выпущенных игр».
Игра получила похвалу от редакторов журнала «Nintendo Power» и в сентябре 1989 года заняла девятое место в периодически публикуемом журналом списке 30 лучших игр. Редакторы назвали Хранительницу «абсолютной трансформирующейся героиней». Игра оставалась в списке лучших игр около года. Игра также была номинирована на несколько наград в первом Nintendo Power Awards журнала, проведённом в 1989 году. Среди номинаций были «лучшая графика и звук», «лучшее управление» и «лучшая в целом», но игра не победила ни в одной из этих номинаций. Журнал также опубликовал частичное прохождение игры в ноябре 1989 года.
В 1992 году Роберт Дювар (Robert Dewar) и Мэтью Смосна (Matthew Smosna) из журнала «Open Systems Today» использовали игру в качестве примера того, как графический сопроцессор может компенсировать недостаточную мощность центрального процессора в приложениях, интенсивно использующих графику Они также отметили, что независимо от скорости процессора, быстрота действия в игре не может быть достигнута на персональных компьютерах того времени без использования дорогих графических ускорителей.
Музыка из игры сохраняет некоторую популярность спустя много лет после выхода игры. Саманта Амжадали (Samantha Amjadali) из мельбурнской газеты «The Herald Sun» отметила, что в марте 2002 года ремикс композиции из игры был на второй позиции списка наиболее популярных композиций на сайте OverClocked ReMix. Кавер-версия на музыку из одного из Коридоров игры вошла в альбом 2006 года Elf Titled, выпущенный группой The Advantage, исполняющей кавер-версии музыки из разных игр.